# أمير أباد (شيخ در أباد)
أمير أباد هي قرية في مقاطعة ميانة، إيران. عدد سكان هذه القرية هو 38 في سنة 2006.